# Luis Arconada
Luis Miguel Arconada Etxarri ou Echarri (São Sebastião, 26 de junho de 1954) é um ex-futebolista espanhol que atuava como goleiro. É irmão do técnico do time feminino da Real Sociedad, Gonzalo Arconada.

## Carreira

### Real Sociedad
Foi goleiro e capitão da Real Sociedad durante 14 anos (1974 a 1989) e que somou 414 partidas com a equipe na Liga, no geral foram 551 partidas, o quarto jogador que mais atuou com a camisa do clube. Ganhou duas ligas (1980–81 e 1981–82) e uma Copa do Rei (1986–87) e uma Supercopa da Espanha (1982).  Foi laureado três vezes com o Troféu Zamora (1980, 1981, 1982), dado ao goleiro menos vazado da temporada.

### Seleção Espanhola
Pela seleção, obteve o vice-campeonato na Eurocopa de 1984, além de ter disputado duas Copas (1978 e 1982) e duas Eurocopas (1980 e Eurocopa de 1984), além das Olimpíadas de 1976. Uma grave lesão sofrida em 1985 impediu Arconada de participar da Copa de 1986, abrindo espaço para Andoni Zubizarreta, que se tornaria dono da posição pelos próximos treze anos.

#### A falha na decisão da Euro 1984
Na decisão da Eurocopa de 1984, entre Espanha e França, Arconada, que havia tido um bom desempenho na competição, cometeu um grave erro no gol francês, marcado por Michel Platini em cobrança de falta; Platini havia batido uma bola praticamente defensável para Arconada, mas o goleiro deixou-a passar por baixo de suas pernas.

## Títulos

### Clube
Real Sociedad
- La Liga: 1980–81 e 1981–82
- Copa del Rey: 1986–87;
- Supercopa de España: 1982

### Individual
- Troféu Ricardo Zamora: 1979–80, 1980–81, 1981–82